# Família Calérges
A família Calérges (em grego: Καλλέργης; romaniz.: Kallérgis) foi uma família cretense dita como descendente do imperador bizantino Nicéforo II Focas e foram, em certo ponto, governantes de Creta.

## A história dos doze governantes bizantinos

Bandeira dos irmãos Calérges

O imperador Aleixo II Comneno enviou doze famílias nobres bizantinas para Creta, a fim de fortalecer os laços entre a ilha e a cidade de Constantinopla. As famílias foram creditadas com terras importantes e privilégios administrativos. João Focas (em grego: Ioannis Phokas) foi um dos doze governantes bizantinos. O nome Focas foi mudado para Calérges durante a dominação veneziana. Como Richard Coudenhove-Kalergi descreve em seu livro "Uma ideia conquista o mundo" o nome Calérges é composto pelas palavras gregas kalon (bonito) e ergon.
Grandes áreas de Creta foram atribuídas a cada uma destas famílias. Esta é a razão que aldeias chamadas Calergiana (em grego: Καλλεργιανά) em Císsamos ou Calergo (em grego: Καλλέργω ή Καλλέργο) em Retimno existem hoje. Nas Montanhas Brancas há também uma colina montanha chamada Calérges (altitude 1650 metros). Conjuntos heráldicos contendo o brasão da família Calérges podem ser encontrados por toda a ilha de Creta, em igrejas e outros monumentos. O nome reaparece várias vezes na turbulenta história de Creta, mas também da moderna Grécia.
Sua proeminente posição e seus privilégios sobreviveram durante a dominação veneziana de Creta como eles faziam parte dos "privilegiati" (em grego: Αρχοντορωμαίοι) e, às vezes, de "nobili Veneti". Eles serviram muitas vezes ao regime veneziano, mas ao mesmo tempo, defenderam o bem-estar dos cretenses, encabeçando movimentos revolucionários contra os venezianos. Durante o governo veneziano e depois da conquista otomana da ilha de Creta (1669) muitos dos Calérges mudaram-se para as Ilhas Jônicas e Eubeia, Veneza e Rússia. Em Veneza, a família agora denominada Calergi neste ramo, construiu laços como as famílias de Vendramin, Crespi e Grimani através de casamentos. A família também está ligada ao Palazzo Ca' Vendramin Calergi, que é encontrado no Grande Canal de Veneza.